# Barri Robertsau - Wacken
El barri Robertsau - Wacken és un dels 15 barris administratius de la ciutat d'Estrasburg. Va ser creat l'any 2013 després del nou retall administratiu dels barris del municipi.
Comprèn sobretot el barri de la Robertsau, el barri del Wacken, la ciutat del Ill i el port petrolier. L'ajuntament de barri es troba carrer del Parc a la Robertsau
Els noms d'aquest dos barris és d'origen germànic:
- Robertsau és la francesització del nom germànic Ruprechtsau i, aquest al seu torn ve del llatí Ruperti Augia, "El Prat d'en Robert";
- Wacken vindria de l'alsacià volent dir "paviment" o "petita pedra".

## Localització
El barri està situat al nord del terme municipal. Es compon És compon de la Robertsau i, al sud-oest, del Wacken.
Els límits del barri són els següents:
- al nord: La Wantzenau;
- a l'est: el Rin que forma la frontera amb Alemanya;
- al sud: el canal del Marne al Rin i el Ill que marquen la separació amb el barri Orangerie - Conseil des XV i el Port du Rhin així com el carrer Lauth i la plaça de Bordeus que marquen la separació amb el barri Estació - Tribunal;
- a l'oest: l'avinguda Herrenschmidt que marca igualment la separació amb el barri Estació - Tribunal, el Aar i el Ill que separa Estrasburg de Schiltigheim i Bischheim.

## Demografia
Amb 1 810 ha, el barri representa 23 % del terme municipal. És el més vast després del de Neuhof, cobert essencialment al nord i a l'est pel bosc de la Robertsau. Una part del port autònom ocupa el sud-est del barri. Les habitacions estàn concentrades al sud i a l'oest. Al cens de 1999, comptava 22.567 habitants, o sigui aproximadament 8,5 % de la població municipal.

## Història

### La Robertsau
La Robertsau s'ha desenvolupat al voltant de les activitats agrícoles, sobretot l'horticultura. El barri era d'altra banda considerat com el graner de la ciutat. Les activitats lligades als nombrosos cursos d'aigua (el Ill, el canal del Marne al Rin i el Rin), eren igualment ben presents: pesca, graveres, drassanes, etc. Avui encara, el barri conserva aquesta tradició agrícola.
Al segle xviii, la Robertsau va esdevenir un lloc d'estiueig pels nobles i els burgesos, que desitjaven abandonar el centre històric insalubre.
L'any 1801, el baró de Bussière va adquirir una vasta propietat que va transformar a poc a poc en parc a l'anglesa de 24 hectàrees; hi va fer construir un castell. La seva neta, Mélanie de Bussierre, casada amb el comte Edmond de Pourtalès-Gorgier, hi va rebre l'elit del Segon Imperi.
Durant el segona meitat del segle xix, la creació de dics sobre el Rin va constituir un viratge decisiu per al desenvolupament de la Robsertsau. En efecte, les inundacions esdevenint més escasses, algunes indústries van poder implantar-se, sobretot la paperera, l'any 1872, que existeix encara dels nostres dies. Paral·lelament, gràcies a la millora dels mètodes de cultiu, el sector hortelà esdevé un sector econòmic major.
Al començament del segle xx, els jardins obrers esdevenen a poc a poc jardins familiars. Avui, el barri en compte 900 sobre els 4.800 que compti la ciutat.
A la fi del segle xix, el port va ser desplaçat sobre el Rin. A partir de 1924, el port petrolier és creat al sud de la Robertsau i el conjunt del port es desenvolupa: creació d'estanys, de darses, de dics de protecció, etc.
Un important desenvolupament urbà al voltant del «antic barri» de la Robertsau va produir-se després del segon conflicte mundial. A l'oest del barri, en un ample meandre de l'Ill, la Ciutat de l'Ill amb els seus 1.760 allotjaments socials construïts entre els anys 1958 i 1961 constitueixen un exemple de barri obrer. Del seu costat, la Ciutat dels Caçadors, al nord del barri, constitueix un conjunt d'allotjaments construïts segons el model de les ciutats-jardins.
Aquests últims anys, la Robertsau es desenvolupa al nord-est.

### El Wacken
El barri del Wacken deu el seu nom a una illa tant gran com la Gran Illa, atrapada entre els rius Ill i Aar i tallada en dues parts pel canal del Marne al Rin des de l'any 1850.
El Wacken és un barri al cap i a la fi prou recent, principalment constituït d'equipaments i d'institucions:
- l'illa del Wacken està destinada a les activitats esportives: piscina, Tennis-Club d'Estrasburg on es desenrotllen els Tornejos de tennis d'Estrasburg, estadis de futbol;
- el Parc de les Exposicions que acull tots els anys la Fira europea;
- un barri de negocis: seus dels bancs Crédit Mutuel Centre Est Europe, del CIC-Est, seu de l'asseguradora MMA, així com la Casa de la Regió, seu del Consell regional del Gran Est (antic Consell Regional d'Alsàcia) i el Palau de la música i dels congressos;
- el barri europeu d'Estrasburg: l'edifici Louise-Weiss, seu oficial del Parlament Europeo es troba al Wacken, els altres edificis del Parlament així com el Consell d'Europa es troben a l'oest del barri de l'Orangerie, la Farmacopeaeuropea i Tribunal Europeu dels Drets Humans se situan a la Robertsau.

El Wacken només té dos sectors residencials: el barri Tivoli, compost essencialment de vil·les datant en majoria del començament del segle xx, i la ciutat Ungemach, bonic exemple de citat-jardí dels anys 1930, amb les seves 140 cases individuals envoltades de jardins, que contrastin amb el Parlament Europeo o la seu de la cadena de televisió Arte, tots pròxims.
La mutació d'aquest sector es prossegueix amb el projecte «Archipel» que ha de consistir en l'edificació d'un barri d'afers internacional de 200.000 m² de 12 hectàrees. La primera fase de 100.000 m² serà realitzada entre els anys 2013 i 2017 amb 70.000 m² d'oficines dels quals 30 000 m² per a les institucions europees, 15 000 m² d'allotjaments, 11 000 m² per a una residència hotelera, 4 000 m² per a comerços. El segon interval es realitzarà de 2018 a 2023 i representarà 100 000 m² suplementaris.

## Transport públic
Diverses parades del tramvia comuniquen el sud del barri, essencialment el Wacken: Lycée Kléber, Wacken, Parlement Européen, Droits de l'homme i Robertsau Boecklin (final de la línia E).
Diverses línies d'autobusos recorren igualment el barri.